# Upio Kakura Wapol
Upio Kakura Wapol est un professeur des universités et homme politique de la république démocratique du Congo. Il est ministre des Droits humains dans le gouvernement Muzito I d'octobre 2008 à février 2010.

## Biographie
Upio Kakura Wapol est élu député dans le territoire de Mahagi (province orientale) sous l'étiquette du Parti du peuple pour la reconstruction et la démocratie lors des élections législatives de juillet 2006. Il siège pendant la Première législature de la Troisième république de 2006 à 2012,.
En mars 2023, Upio Kakura Wapol est un des cofondateurs, avec Grégoire Bakandeja et Alexis Kaziota, du Parti socialiste pour l'intégrité et la justice (PSIJ). Il est aussi secrétaire général du PSIJ.